# Монтатико (Фрозиноне)
Монтатико је насеље у Италији у округу Фрозиноне, региону Лацио.
Према процени из 2011. у насељу је живело 113 становника. Насеље се налази на надморској висини од 715 м.